# ヨアヒム・エルンスト (シュレースヴィヒ＝ホルシュタイン＝ゾンダーブルク＝プレーン公)
ヨアヒム・エルンスト（ドイツ語:Joachim Ernst von Schleswig-Holstein-Sonderburg-Plön, 1595年8月29日 - 1671年10月5日）は、シュレースヴィヒ＝ホルシュタイン＝ゾンダーブルク＝プレーン公（在位：1622年 - 1671年）。

## 生涯
シュレースヴィヒ＝ホルシュタイン＝ゾンダーブルク公ハンス（デンマーク・ノルウェー王クリスチャン3世の3男）と、2番目の妻でアンハルト侯ヨアヒム・エルンストの娘アグネス・ヘートヴィヒの間に生まれた。
若い頃は当時の貴族子弟のならいとしてヨーロッパ諸国へのグランドツアーに赴き、オランダ、イングランド、フランス、イタリアなどを訪れている。1617年にはウスコク戦争に参加している。シュレースヴィヒ公国及びホルシュタイン公国で最初に主権を認められない公爵（Abgeteilte Herren）となった父ハンスが1622年に死ぬと、領国は息子達のあいだで小規模な5つの公爵領に分割された。ヨアヒム・エルンストは、公爵の居所であるプレーンとアーレンスベック、ラインフェルトからなるプレーン公爵領を与えられた。
同族のシュレースヴィヒ＝ホルシュタイン＝ゴットルプ公ヨハン・アドルフの娘で又従妹にあたるドロテア・アウグスタと結婚する際、ヨアヒム・エルンストは居館だった古いプレーン城塞を取り壊させ、1633年から1636年にかけてプレーンの城館を建設し、ここを公爵家の新しい居所とした。ヨアヒム・エルンストは1671年1月1日、本家筋のデンマーク・ノルウェー王クリスチャン5世からエレファント勲章を授与された。彼は122人目の受章者だった。

## 子女
妻ドロテア・アウグスタとの間には8人の子女をもうけた。
- ヨハン・アドルフ（1634年 - 1704年） - プレーン公爵家を相続
- アウグスト（1635年 - 1699年） - 同族のノルブルク公爵家を相続
- エルネスティーネ（1636年 - 1696年）
- ヨアヒム・エルンスト2世（1637年 - 1700年） - シュレースヴィヒ＝ホルシュタイン＝ゾンダーブルク＝プレーン＝レトヴィッシュ公
- ベルンハルト（1639年 - 1676年） - デンマークの将軍
- アグネス・ヘートヴィヒ（1640年 - 1698年） - 同族のシュレースヴィヒ＝ホルシュタイン＝ゾンダーブルク＝グリュックスブルク公クリスティアンと結婚
- カール・ハインリヒ（1642年 - 1655年）
- ゾフィー・エレオノーレ（1644年 - 1729年） - ホーエンローエ＝ノイエンシュタイン伯ヴォルフガング・ユリウスと結婚